# Lunar Orbiter 5

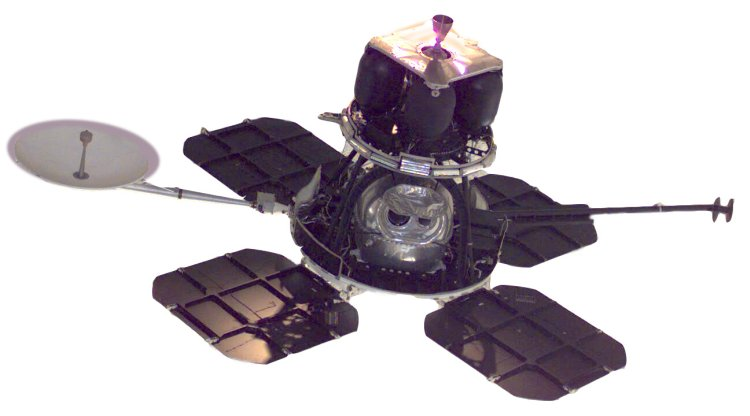
Tàu vũ trụ Lunar Orbiter 1

Lunar Orbiter 5, tàu vũ trụ cuối cùng của chương trình Lunar Orbiter, được thiết kế để chụp thêm các ảnh về nơi hạ cánh của các tàu vũ trụ Apollo và Surveyor và khảo sát rộng các phần chưa được chụp của nửa không nhìn thấy được của Mặt Trăng. Nó cũng được trang bị để thu thập dữ liệu về Mặt Trăng, cường độ bức xạ, và dữ liệu tác động của vi thiên thạch. Thông tin đã được sử dụng để đánh giá các trạm theo dõi Manned Space Flight Network và Chương trình xác định quỹ đạo Apollo. Tàu vũ trụ được đặt trong quỹ đạo gần Mặt Trăng và ngày 5 tháng 8 năm 1967 đã được đẩy vào một quỹ đạo mặt trăng cận cực 194,5 x 6,023 kilômét (120,9 mi × 3,742,5 mi) với độ nghiêng 85 độ và chu kỳ là 8 giờ 30 phút. Vào ngày 7 tháng 8, điểm cực cận Mặt Trăng đã được hạ xuống còn 100 km (62 dặm), và vào ngày 9 tháng 8 quỹ đạo đã được hạ xuống tới điểm gần Mặt Trăng hơn nữa, 99 x 1,499 km (62 mi × 931 mi), với chu kỳ 3 giờ 11 phút.
Tàu vũ trụ đã thu thập dữ liệu ảnh từ ngày 6 đến 18 tháng 8 năm 1967 và đọc dữ liệu ra cho đến ngày 27 tháng 8 năm 1967. Tổng cộng có 633 bức ảnh với độ phân giải cao và 211 ảnh với độ phân giải trung bình ở độ phân giải xuống tới 2 mét (6 ft 7 in), đưa tổng số ảnh chụp đã tích lũy được của năm chiếc Lunar Orbiter tới 99% bề mặt của Mặt Trăng. Dữ liệu chính xác được thu thập từ tất cả các thí nghiệm khác trong suốt nhiệm vụ. Tàu vũ trụ được theo dõi cho đến khi nó va chạm vào bề mặt Mặt Trăng theo lệnh ở vĩ độ 2.79 độ S, kinh độ 83 độ W (tọa độ selen) vào ngày 31 tháng 1 năm 1968.